# Thérèse Félicia van Frankrijk
Prinses Thérèse Félicia van Frankrijk (Versailles, 16 mei 1736 – Fontevraud-l'Abbaye, 28 september 1744), prinses van Frankrijk. Was de zevende dochter van koning Lodewijk XV van Frankrijk en koningin Maria Leszczyńska. Ze was beter bekend als Madame Sixième of als Madame Thérèse. Ze stierf plotseling in 1744. Een van haar oudere broers was Dauphin Lodewijk Ferdinand, de vader van de koningen Lodewijk XVI, Lodewijk XVIII en Karel X.